# Mreža (ozvezdje)
Mreža je majhno, medlo ozvezdje na južnem nebu. Latinsko ime Reticulum pomeni mrežo ali mrežo na steklu daljnogleda/teleskopa, ki omogoča merjenje položajev zvezd. Najlažje ga opazujemo med oktobrom in decembrom, a se ne vidi od srednjih do severnih zemljepisnih širin.
Ozvezdje meji na jugu na Uro, na zahodu na Malo vodno kačo, na severu in vzhodu pa na Zlato ribo.

## Zgodovina
Prvo ozvezdje na tem območju je leta 1621 vpeljal Isaac Habrecht II na svojem nebesnem globusu (Rhombus). Francoski astronom Nicolas-Louis de Lacaille ga je zamenjal v 18. stoletju med svojo dvoletno ekspedicijo na Rtu Dobrega upanja. Poimenoval ga je "Le Reticule Rhomboide" v spomin na mrežo v svojem teleskopu. V svojem zvezdnem katalogu (Coelum Australe Stelliferum) je ime latinil v Reticulum. William Croswell je tudi iz zvezd Mreže ustvaril ozvezdje Marmor Sculptile v čast Krištofu Kolumbu, a se ime med astronomi ni prijelo.
Ozvezdje Mreže so uradno priznali med prvim zasedanjem Mednarodne astronomske zveze (IAU) leta 1922. Meje tega in drugih ozvezdij je določil belgijski astronom Eugène Delporte po rektascenzijah in deklinacijah za razdobje 1875. Objavil jih je leta 1930 v Delimination Scientifique des Constellations po naročilu IAU.

## Posebnosti
Samo dve zvezdi sta svetlejši od magnitude 5: Alfa Mreže (magnituda 3,3, 162 svetlobnih let, razred G8 II-III) in Beta Mreže (dvojna zvezda, magnituda 3,84, 97 svetlobnih let; A: razvita orjakinja tipa K, razred K0 IVSB).
Dvojna zvezda Epsilon Mreže sestoji iz zvezde razred K2IV in bele pritlikavke. Oddaljena je približno 50 svetlobnih let. Leta 2000 so astronomi objavili dokaze o planetarnem spremljevalcu okoli zvezde A.
Zeta Mreže je širok sistem dvojne zvezde, katerega zvezdi sta obe približno velikosti Sonca. Nahaja se 39 svetlobnih let stran od Zemlje. Sistem je postal znan, ko sta ga Američana Betty in Barney Hill, ki sta trdila, da so ju (med 19. in 20. septembrom 1961) ugrabili vesoljci, imenovala za dom njunih ugrabiteljev. Šlo je za prvi primer ugrabitve, ki je postal odmeven v javnosti.
Leta 2005 so v spiralni galaksiji NGC 1559 v ozvezdju Mreže odkrili supernovo tipa 1a.
Pritlikava galaksija Reticulum II je obogatena s težkimi elementi, ki so nastali v procesu-r . V tem procesu, imenovanem tudi rapid neutrin-capture process "proces hitrega ujetja nevtronov" nastane približno polovica atomskih jeder elementov težjih od železa.